# Eupyrrhoglossum corvus
Eupyrrhoglossum corvus (Boisduval, 1870) è un lepidottero appartenente alla famiglia Sphingidae, diffuso in America Centrale e Meridionale.

## Descrizione

### Adulto
Apparentemente simile a Perigonia lusca lusca f. restituta, dalla quale si discosta per la presenza del torace grigio scuro con fasce laterali marrone scuro, così come l'ampia banda mediana. Rispetto alla congenere E. sagra, invece, non mostra le macchie semitrasparenti in posizione submarginale nell'ala anteriore, mentre l'ala posteriore rivela una fascia gialla più ampia. Nell'ala anteriore, le nervature Rs3 ed Rs4 non sono fuse apicalmente.

Nel capo, che è privo di cresta mediana come pure il torace, gli occhi sono molto sviluppati.

Le antenne sono sottili, cilindriche, lievemente uncinate alle estremità, e con l'ultimo antennomero corto e conico; hanno una lunghezza pari a circa un terzo della costa.

L'addome si mostra scuro, largo e corto, ed è provvisto di due ciuffi laterali terminali piuttosto squadrati. Manca l'anello argentato in corrispondenza del secondo segmento.

L'ala anteriore, più robusta e sviluppata di quella posteriore, mostra una colorazione di fondo grigio-brunastra, con aree marroni e la presenza di geometrie complesse.

L'ala posteriore, più piccola, è scura con una banda gialla trasversale, più ampia e meno regolare rispetto alle altre specie congeneri; il termen è alquanto dritto, lievemente concavo prima dell'angolo anale.

Nel genitale maschile, lo gnathos mostra uncini più strettamente ricurvi che non in E. sagra. L'edeago è dotato di un lungo staffile che regge un discreto numero di setae, come in Perigonia ed in Nyceryx; sono presenti in dettaglio tre robuste setae apicali sul lato destro, precedute da un piccolo numero di setae a disposizione irregolare; al contrario, non sono presenti setae sul lato sinistro.

L'apertura alare è di circa 60 mm.

### Larva
Il bruco è verde, cilindrico, con il cornetto caudale rossastro.

### Pupa
Le crisalidi appaiono nere, lucide, con iridescenze di colore arancione scuro; si rinvengono entro bozzoli posti a scarsa profondità nella lettiera del sottobosco. La fase pupale dura circa quindici giorni.

## Distribuzione e habitat

Localizzazione geografica del Nicaragua, locus typicus della specie

L'areale di questo taxon è esclusivamente neotropicale, comprendendo il Guatemala, il Nicaragua (locus typicus della specie), la Costa Rica, Panama, la Colombia, il Venezuela, il Perù, l'Ecuador (dato da confermare) e la Bolivia.
L'habitat è rappresentato da foreste tropicali e sub-tropicali, dal livello del mare fino a modeste altitudini.

## Biologia
Durante l'accoppiamento, le femmine richiamano i maschi grazie ad un feromone rilasciato da una ghiandola, posta all'estremità addominale.

### Periodo di volo
Gli adulti sono rinvenibili durante tutto l'anno.

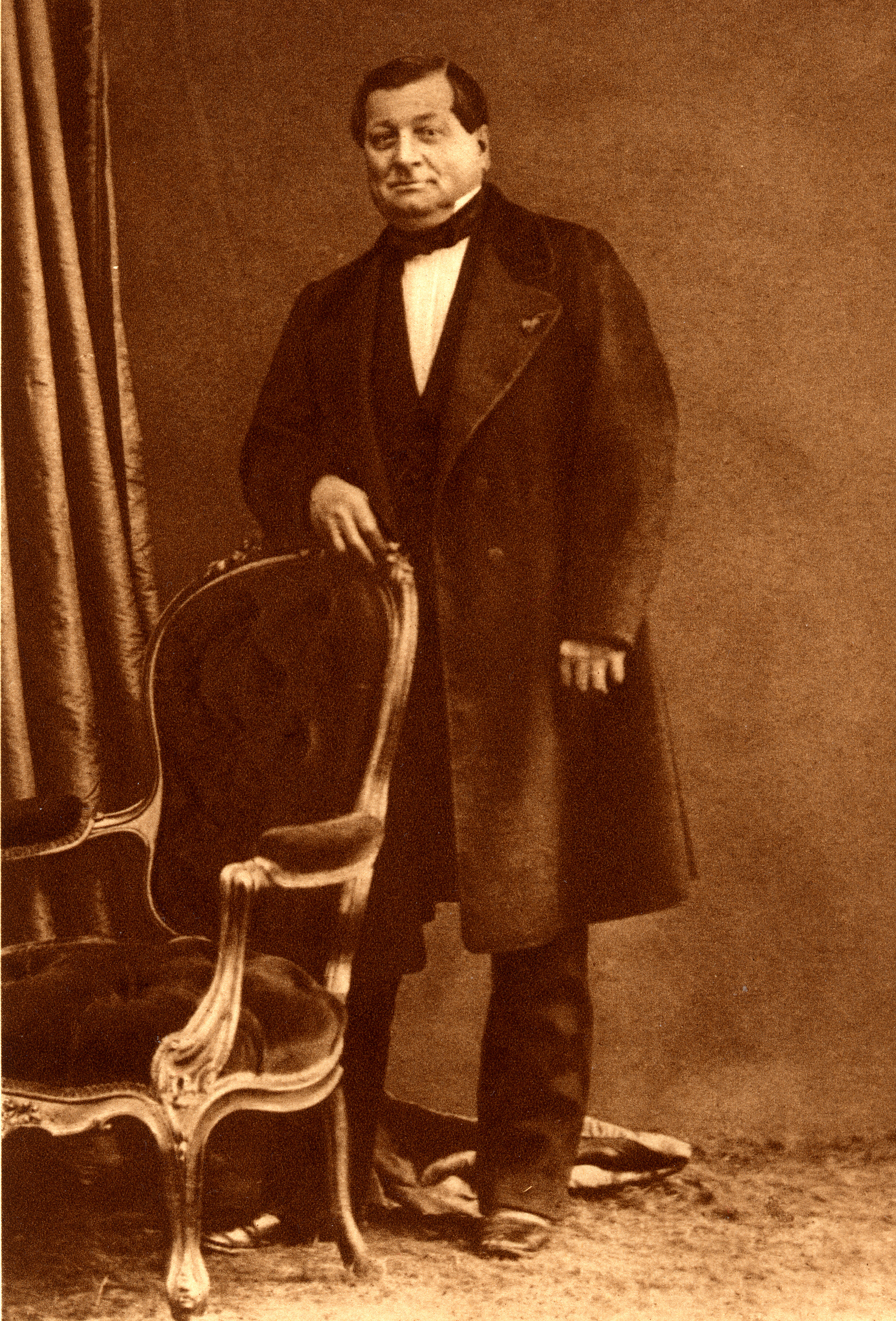
Il medico, entomologo e botanico francese Jean-Baptiste Alphonse Dechauffour de Boisduval (1799-1879) che per primo descrisse la specie nel 1870

### Alimentazione
I bruchi attaccano le foglie di membri delle Rubiaceae Juss., tra cui:
- Chomelia spinosa Jacq.
- Guettarda macrosperma Donn. Sm.

## Tassonomia

### Sottospecie
Non sono state individuate sottospecie.

### Sinonimi
È stato riportato un solo sinonimo:
- Macroglossa corvus Boisduval, 1870 - Considérations Lépid. Guatemala: 66 - Locus typicus: Nicaragua (Sinonimo omotipico e basionimo)[1]